# Galgenen
Galgenen – miejscowość i gmina w Szwajcarii, w kantonie Schwyz, w okręgu March. 

## Demografia
W Galgenen mieszkają 5 325 osoby. W 2021 roku 21,4% populacji gminy stanowiły osoby urodzone poza Szwajcarią. 

## Transport
Przez teren gminy przebiegają drogi główne nr 3 i nr 392.